# Velimir Stjepanović
Velimir Stjepanović (en serbio: Велимир Стјепановић) (Abu Dabi, Emiratos Árabes Unidos, 7 de agosto de 1993) es un nadador serbio especialista en estilo libre y mariposa olímpico en los Juegos Olímpicos de Londres 2012, Río de Janeiro 2016 y Tokio 2020.
Ha conseguido numerosas medallas tanto en campeonatos del mundo de natación como en campeonatos europeos, proclamándose campeón de Europa en 200 y 400 metros libres en el año 2014, y de 200 metros mariposa en 2013.
Fue medallista en los Juegos Olímpicos de la Juventud de Singapur 2010 en las pruebas de 100 libre (plata), 100 mariposa (bronce).

## Palmarés internacional
| Campeonato Europeo de Natación                  | Campeonato Europeo de Natación | Campeonato Europeo de Natación | Campeonato Europeo de Natación |
| Año                                             | Lugar                          | Medalla                        | Prueba                         |
| ----------------------------------------------- | ------------------------------ | ------------------------------ | ------------------------------ |
| 2016                                            | Londres ( Inglaterra)          | Medalla de plata               | 200 m libre                    |
| 2014                                            | Berlín ( Alemania)             | Medalla de oro                 | 400 m libre                    |
| 2014                                            | Berlín ( Alemania)             | Medalla de oro                 | 200 m libre                    |
| Campeonato Mundial de Natación en Piscina Corta |                                |                                |                                |
| 2014                                            | Doha ( Catar)                  | Medalla de bronce              | 400 m libre                    |
| Campeonato Europeo de Natación en Piscina Corta |                                |                                |                                |
| 2013                                            | Herning ( Dinamarca)           | Medalla de oro                 | 200 m mariposa                 |
| 2013                                            | Herning ( Dinamarca)           | Medalla de bronce              | 400 m libre                    |
| Juegos Olímpicos de la Juventud                 |                                |                                |                                |
| 2010                                            | Singapur ( Singapur)           | Medalla de plata               | 100 m libre                    |
| 2010                                            | Singapur ( Singapur)           | Medalla de bronce              | 100 m mariposa                 |